# Jared Leto
Jared Joseph Leto (Bossier City, 26 de desembre de 1971) és un músic i actor estatunidenc. Lidera la banda 30 Seconds to Mars, formada per Shannon Leto, Tomo Miličević i ell. Guanyador d'un Oscar al millor actor secundari l'any 2013 per la pel·lícula Dallas Buyers Club.

## Biografia
El seu pare va morir quan ell era molt jove i, quan la seva mare va tornar a casar-se, ell va adoptar el cognom del seu padrastre. Amb la seva mare i el seu germà Shannon van mudar-se constantment, de Louisiana, a Colorado, Wyoming, Haití i Virgínia.
Sempre ha dit que a l'escola no destacava especialment, però quan va acabar l'institut va començar a estudiar pintura a la Universitat d'Art de Filadèlfia, i quan va descobrir la seva faceta d'actor va decidir d'anar a la School of Visual Arts de New York.
És una persona molt creativa i amb gran vitalitat, i més enllà dels seus papers d'actor, ha fet música d'ençà de sempre i amb el seu germà va fundar el 1998 la banda de rock alternatiu 30 Seconds to Mars de la qual és el principal compositor, guitarra i vocalista.
També, a més de ser compositor, guitarrista i vocalista, és director. Ha dirigit la major part dels seus vídeos musicals sota el pseudònim de Bartholomew Cubbins. Això ha fet que moltes persones es demanin si Cubbins existeix realment.

## Filmografia

### Com a actor
- My So-Called Life (TV, Jordan Catalano, 1994)
- Cool and the Crazy (Michael, 1994)
- How to Make an American Quilt (Beck, 1995)
- The Last of the High Kings (Frankie Griffin, 1996)
- Prefontaine (Steve Prefontaine, 1997)
- El segrest (Switchback) (Lane Dixon, 1997)
- Basil (Basil, 1998)
- Urban Legend (Paul Gardener, 1998)
- The Thin Red Line (Tinent Whyte, 1998)
- Black and White (Casey, 1999)
- Fight Club (Angelface, 1999)
- Girl, Interrupted (Tobias Jacobs, 1999)
- American Psycho (Paul Allen, 2000)
- Sunset Strip (Glen Walker, 2000)
- Rèquiem per un somni (Harry Goldfarb, 2000)
- L'habitació del pànic (Junior, 2002)
- Highway (Jack Hayes, 2002)
- Alexandre (Hefestió, 2004)
- El senyor de la guerra (Lord of War) (Vitaly Orlov, 2005)
- Lonely Hearts (Raymond Fernandez, 2006)
- Chapter 27 (Mark David Chapman, 2007) pendent d'estrena
- Mr. Nobody (Nemo Nobody, 2008)
- Dallas Buyers Club (Rayon, 2013)
- Suicide Squad (Joker, 2016).
- Blade Runner 2049 (2017)

### Com a director
Sota el pseudònim de Bartholomew Cubbins ha dirigit quatre dels vídeos de 30 Seconds To Mars.
- The Kill (2006)
- From Yesterday (2006)
- A Beautiful Lie (2008)
- Hurricane (2010)

### Discografia
- 30 Seconds To Mars, (conegut com a Selftitled) 27 d'agost del 2002
- A Beautiful Lie, 30 d'agost del 2005
- This is War, 4 de desembre del 2009

#### Premis
- Kerrang Awards: Millor senzill per "The Kill"
- Kerrang Awards: Millor senzill per "From Yesterday"
- MTV Asia Awards & MTV Europe Music Awards: Video Star per "A Beautiful Lie"
- Premis MTV Europa: "Rock Out band" (anys 2007 i 2008)
- Fuse: el millor del 2007
- MTV Video Music Awards: Premi MTV2 per "The Kill"
- Top in Rock Awards: 19 premis
- MTV Video Music Awards: Millor Rock
- MTV Europe Music Awards: Millor Rock